# ثلاثة عشر روح
ثلاثة عشر روح (بالإنجليزية: Thirteen Lives)‏ هو فيلم دراما سيرة ذاتية من إخراج رون هاوارد وبطولة فيجو مورتينسين، كولين فاريل وجويل إجيرتون. من المقرر عرض الفيلم في 18 نوفمبر 2022.